# Kery James

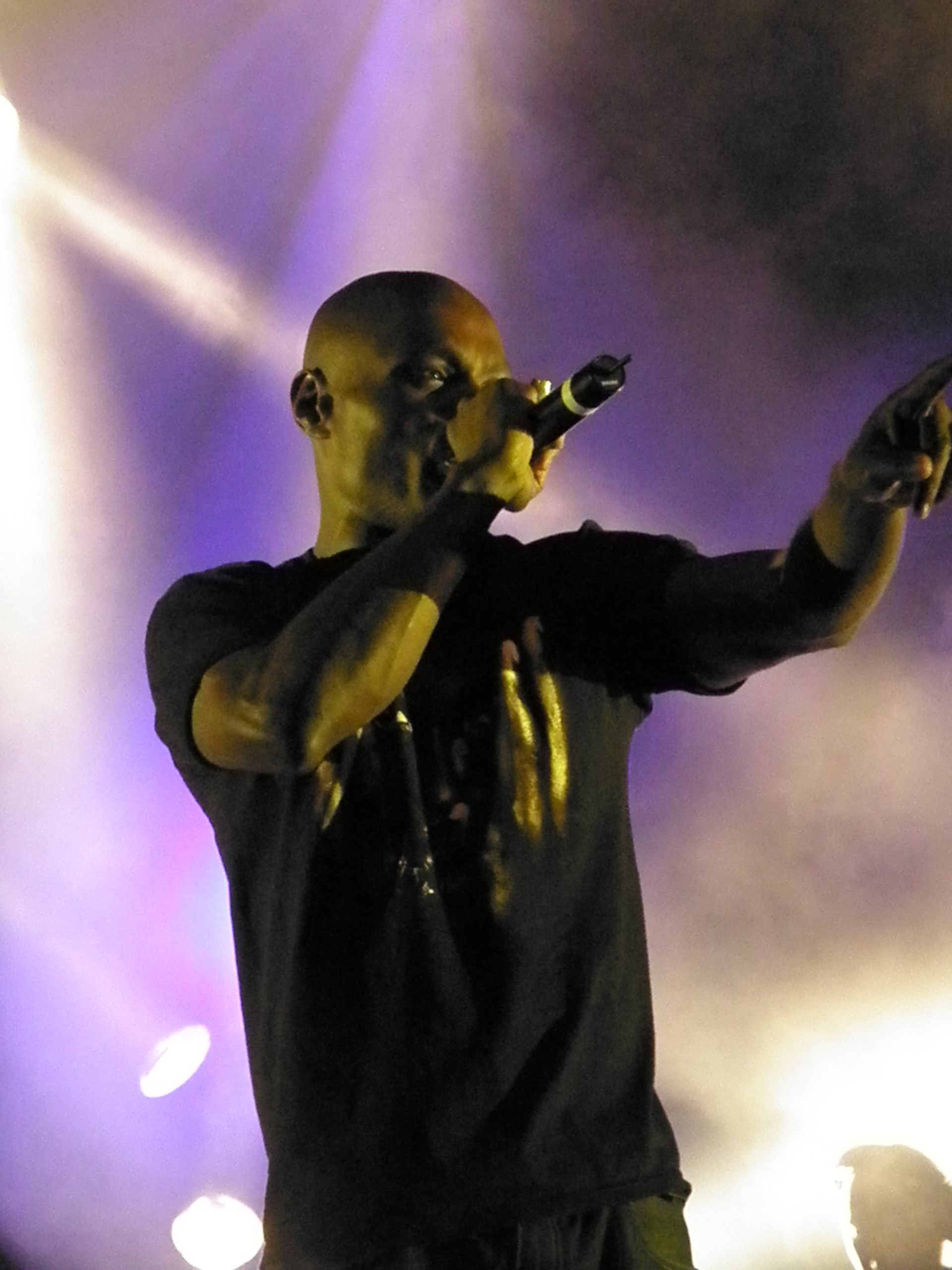
Kery James live (2008)

Kery James (* 28. Dezember 1977 in Guadeloupe als Alix Mathurin) ist ein französischer Rapper von den kleinen Antillen.

## Biografie
Alix Mathurins Vater sah in Guadeloupe wenig Zukunftschancen, weshalb schließlich seine Frau mit dem siebenjährigen Alix und seiner Schwester nach Paris umsiedelte. Die Familie bezog eine kleine Wohnung im Pariser Vorort Orly.
Die Musik, insbesondere der Hip-Hop, wurde schnell zu einer großen Leidenschaft des kleinen Alix. Mit elf Jahren begann er erstmals selbst Lieder zu schreiben und wurde dabei von dem Rapper Manu Key gefördert. Mit zwei Freunden gründete er 1990 die Gruppe Ideal Junior. 1995 folgte der Beitritt zum Rap-Kollektiv Mafia K’1 Fry, welches Rapper aus dem Vorort Orly vereint. Mit dem 1998 erschienenen Album Le combat continue gelang Ideal J in Frankreich der Durchbruch. Vor allem der Titel Hardcore sorgte auch außerhalb des Rap-Milieus für Aufsehen. Das Video zum Song wurde wegen des harten Bildmaterials verboten.
Nach der Auflösung von Ideal J 1999 und der Ermordung eines Jugendfreunds beschloss Kery James, sich aus dem Musikgeschäft zurückzuziehen und zum Islam zu konvertieren. Mit Unterstützung seiner engsten Angehörigen kehrte Kery James 2001 auf die Rap-Bühne zurück und brachte sein erstes Soloalbum Si c’était à refaire heraus. Seine Texte waren nun wesentlich von der Lehre des Korans beeinflusst und nicht mehr so provozierend wie in Zeiten von Ideal J. Mit seinem zweiten Soloalbum Ma vérité wurde Kery James endgültig zu einem der bekanntesten Künstler in Frankreich. Anfang 2008 veröffentlichte er mit À l’ombre du show-business sein drittes Soloalbum. Dieses verkaufte sich über 100.000 Mal und erhielt den Gold-Status. Ein Jahr später folgte mit Réel das nächste Album, welches  die Top 5 der französischen Album-Charts erreichte.

## Diskografie
Für Veröffentlichungen mit Mafia K’1 Fry siehe hier

### Soloalben
| Jahr | Titel                      | Höchstplatzierung, Gesamtwochen, AuszeichnungChartplatzierungen (Jahr, Titel, Platzierungen, Wochen, Auszeichnungen, Anmerkungen) | Höchstplatzierung, Gesamtwochen, AuszeichnungChartplatzierungen (Jahr, Titel, Platzierungen, Wochen, Auszeichnungen, Anmerkungen) | Höchstplatzierung, Gesamtwochen, AuszeichnungChartplatzierungen (Jahr, Titel, Platzierungen, Wochen, Auszeichnungen, Anmerkungen) | Anmerkungen |
| Jahr | Titel                      | FR | BEW | CH | Anmerkungen |
| ---- | -------------------------- | --- | --- | --- | ----------- |
| 2001 | Si c’était à refaire       | FR5 Gold · (25 Wo.)FR | — | — |             |
| 2004 | Savoir & vivre ensemble    | FR15 (23 Wo.)FR | BEW54 (6 Wo.)BEW | CH89 (2 Wo.)CH |             |
| 2005 | Ma vérité                  | FR8 (24 Wo.)FR | BEW69 (4 Wo.)BEW | — |             |
| 2008 | À l’ombre du show-business | FR3 Platin · (58 Wo.)FR | BEW27 (13 Wo.)BEW | CH59 (2 Wo.)CH |             |
| 2009 | Réel                       | FR1 Platin · (43 Wo.)FR | BEW12 (20 Wo.)BEW | CH33 (3 Wo.)CH |             |
| 2012 | 92.2012                    | FR12 (8 Wo.)FR | BEW72 (5 Wo.)BEW | — |             |
| 2013 | Dernier MC                 | FR3 (29 Wo.)FR | BEW9 (27 Wo.)BEW | CH47 (2 Wo.)CH |             |
| 2013 | Coffret intégrale          | FR51 (1 Wo.)FR | — | — |             |
| 2016 | Dernier MC                 | FR2 Gold · (31 Wo.)FR | BEW6 (15 Wo.)BEW | CH16 (3 Wo.)CH |             |
| 2018 | J’rap encore               | FR19 (27 Wo.)FR | BEW6 (15 Wo.)BEW | CH42 (7 Wo.)CH |             |

### Livealben
| Jahr | Titel        | Höchstplatzierung, Gesamtwochen, AuszeichnungChartplatzierungen (Jahr, Titel, Platzierungen, Wochen, Auszeichnungen, Anmerkungen) | Höchstplatzierung, Gesamtwochen, AuszeichnungChartplatzierungen (Jahr, Titel, Platzierungen, Wochen, Auszeichnungen, Anmerkungen) | Höchstplatzierung, Gesamtwochen, AuszeichnungChartplatzierungen (Jahr, Titel, Platzierungen, Wochen, Auszeichnungen, Anmerkungen) | Anmerkungen |
| Jahr | Titel        | FR | BEW | CH | Anmerkungen |
| ---- | ------------ | --- | --- | --- | ----------- |
| 2010 | À mon public | FR30 (10 Wo.)FR | BEW81 (2 Wo.)BEW | CH33 (3 Wo.)CH |             |

### Alben mit Ideal J
- 1992: La vie est brutale
- 1996: O’riginal MC’s sur une mission
- 1998: Le combat continue

### Singles
| Jahr | Titel Album                             | Höchstplatzierung, Gesamtwochen, AuszeichnungChartsChartplatzierungen (Jahr, Titel, Album, Platzierungen, Wochen, Auszeichnungen, Anmerkungen) | Anmerkungen                                     |
| Jahr | Titel Album                             | FR | Anmerkungen                                     |
| ---- | --------------------------------------- | --- | ----------------------------------------------- |
| 2001 | Y’a pas d’couleur Si c'était à refaire  | FR61 (12 Wo.)FR |                                                 |
| 2004 | Relève la tête Savoir et vivre ensemble | FR39 (14 Wo.)FR | pres. Lino, AP, Diam’s, Passi, Matt & Kool Shen |
| 2012 | Lettre à la République 92-2012          | FR33 (3 Wo.)FR |                                                 |
| 2012 | Dernier MC                              | FR133 (2 Wo.)FR |                                                 |
| 2013 | Des mots Dernier MC                     | FR177 (1 Wo.)FR | feat. LFDV                                      |
| 2013 | À l’horizon Dernier MC                  | FR82 (4 Wo.)FR | feat. LFDV                                      |
| 2013 | Contre nous Dernier MC                  | FR145 (1 Wo.)FR | feat. La Ligue: Youssoupha et Médine            |
| 2013 | Le mystère féminin Dernier MC           | FR120 (6 Wo.)FR | feat. Imany                                     |
| 2013 | 94 c’est le Barça Dernier MC            | FR131 (7 Wo.)FR |                                                 |
| 2016 | Mouhammad Alix                          | FR78 (4 Wo.)FR |                                                 |
| 2016 | N’importe quoi Mouhammad Alix           | FR154 (2 Wo.)FR |                                                 |
| 2016 | Racailles Mouhammad Alix                | FR26 (8 Wo.)FR |                                                 |
| 2016 | Vivre ou mourir ensemble Mouhammad Alix | FR167 (1 Wo.)FR |                                                 |
| 2016 | Musique nègre Mouhammad Alix            | FR113 (3 Wo.)FR | feat. Lino & Youssoupha                         |
| 2019 | À qui la faute                          | FR94 (1 Wo.)FR | feat. Orelsan                                   |